# Konverziós zavar
A konverziós zavar (angolul: conversion disorder), elavult, ellenben köznyelvben még mindig elterjedt, téves nevén hisztéria (görögül: Υστερία, latinul: hysteria) vagy nyelvújításkori nevén méhszenv egy elterjedt zavar, amikor a szélsőségesen erős érzelmi vagy pszichológiai stresszhatás fizikai tünetek formájában jelenik meg.

## Története
A hisztéria és a konverziós jelenség évszázadokon át vitatott jelenségek voltak. Történetük hemzseg a félreértésektől és előítéletektől. A hisztéria tüneteit már 3-4000 éves egyiptomi orvosi papiruszokon is leírták. Hippokratész még nem pszichés tüneteknek vélte, hanem azt gondolta, hogy a nő panaszai a méh betegségének következményei. A félrefordítások és szájhagyományok következtében a hisztéria évszázadokon át „női betegség”-ként volt számon tartva.
A hisztériás vakság első dokumentált esetét Hérodotosz írta le. Epizelos athéni harcos az i. e. 490-ben megesett marathóni csatában a legnagyobb küzdelmek közepette egyszerre csak egy hatalmas férfival találta magát szemben, aki nehéz fegyverzetet viselt, majd elment előtte, és megölte a mellette álló embert. Epizelos ebben a pillanatban megvakult, pedig semmilyen sérülés nem érte, és élete végéig vak maradt.
A középkorban a hisztériás jelenségeket boszorkányságnak tekintették. 1603-ban született meg egy korai megfogalmazása a hisztériának Edward Jordan által. Jordan egy boszorkányperben a boszorkánysággal vádolt lány védőjeként állította, hogy az áldozat egy 14 éves kislány megvakulása, megnémulása és bal oldali hemiparézise és hemianesztéziája az uterus idegrendszeri hatásának tulajdonítható. Ekkoriban orvosi körökben úgy gondolták, hogy a felfelé emelkedő méh okozza a tüneteket.
Robert Boyle 1664-ben azt írja, szerinte a hisztériás jelenségeknek semmi köze az uterushoz, hanem külső ingerek, gondolatok hatására keletkeznek. Charles Le Pois állt elő azzal, hogy a betegség nemcsak nőknél, hanem férfiaknál is megjelenik.
Thomas Willis 1684-ben azt írja, hogy a hisztériás roham az agyidegek eredésénél keletkező kisülésekből származik.
Thomas Sydenham 1694-ben a hisztériát úgy írja le mint komoly stresszt, vagy emocionális hatásra kialakuló fizikai betegséget, de rokonította a hipochondriával, és jellegzetességének tartotta, hogy utánozza az epilepsziát és a szervi rendellenességeket. Bár Sydenham hangsúlyozta az emocionális eredetet, a kezelés fizikai volt.
Ezekben az időkben az orvosi gondolkodást az jellemezte, hogy praktikusan elfogadták, hogy az elme hathat a testre, de csak testi betegségekben tudtak gondolkodni, s nem volt elméleti modellje az elváltozás nélküli testi tünetnek.
A hisztéria megismerésében rendkívül nagy szerepet játszott Jean-Martin Charcot francia neurológus. Jean-Martin Charcot a híres Salpêtrière kórházban dolgozott és tanított, többek között Sigmund Freud tanítómestere is volt. 1882-ben, Európában elsőként alapított neurológiai klinikát a kórházban, ahol különféle rohamoktól szenvedő nőbetegeket kezeltek. Charcot meggyőződése az volt, hogy a hisztéria egy neurológiai probléma, melyet az idegrendszer öröklött rendellenességei okoznak, és tagadta a szexuális eredetet. Elkülönítette, elsősorban az epilepsziától és minden más elmebetegségtől. Megfigyelte, hogy a különféle bénulások, érzéskiesések vagy érzészavarok nem követik az anatómia szabályait, hanem sokkal inkább a laikus betegek elképzeléseit. Hipnózist alkalmazott, hogy előidézze a hisztéria jellegzetes tüneteit a pácienseinél és megvizsgálhassa azokat. Neki köszönhető, hogy a francia orvostársadalom véleménye megváltozott a hipnózist illetően (korábban szemfényvesztésnek tartották).
Charcot kedd délutánonként rendszeresen a nagyközönség előtt élő performansz keretében demonstrálta kutatási eredményeit. Ezek az előadások már-már cirkuszi mutatványokkal értek fel, hiszen nagy részük előre betanított volt. Egyik betege Blanche Wittman éveken át demonstrálta a hipnózis Charcot által feltételezett három fázisát, majd az 1880-as évek végén elhagyta a kórházat, és Jules Janet kezdte el őt vizsgálni. Amikor Wittman hipnózisba került, megjelent egy második alszemélyisége, „Blanche II”, aki elmondta, hogy éveken át jelen volt „Blanche I” mögé rejtőzve, s mindvégig tudatában volt mindennek, ami a klinikai demonstrációk alatt történt, miközben az öntudatlannak tekintett „Blanche I” előadta a hipnózis három fázisát.
Hippolyte Bernheim, kora egyik vezető neurológusa élesen bírálta nyilvános demonstrációit, melyek során betegeit hipnotizálta. Charcot korábbi asszisztense, Axel Munthe is hasonló bírálatokkal illette, sőt színjátékkal vádolta meg visszaemlékezéseiben.
Freud és Breuer is sokat foglalkozott a hisztéria témájával. Legemlékezetesebb páciensük Anna O. volt. Breuer 1880-ban kezdte kezelni eredeti nevén Bertha Pappenheimet, aki köhögésének kezelése miatt fordult Breuerhez, valamint súlyos arcideggyulladása és izomrángásai is voltak. Ezután elég gyorsan komoly neurológiai tünetek alakultak ki nála, bal oldali occipitális fejfájás, anesztézia foltokban, jobb oldali végtagjai megbénultak, kancsalított, átmenetileg megsüketült, két hétig beszélni sem volt képes, máskor beszéde érthetetlenné vált, vagy keverte az általa ismert nyelveket, majd nem tudott anyanyelvén beszélni csak angolul. Breuer 1895-ös leírása szerint Bertha hisztériás tünetei lépésről lépésre szűntek meg, ahogy ő hipnózisban, illetve beszélgetve feltárta azokat a körülményeket, melyek közt a tünetek keletkeztek. Breuer katarzisnak nevezte el a kezelést. Anna O. esete a pszichoanalízis és a konverziós hisztéria kezelésének prototípusává vált. Később Ellenberger kutatásai nyomán kiderült, hogy Breuer nagyon sok esetben elferdítette a valóságot és terápiája nem volt olyan hasznos, mint ahogy azt maga állította.
A hisztériás jelenségek iránti tudományos és klinikai érdeklődést nemcsak a pszichoanalízis tartotta ébren, hanem többek közt a 20. század számtalan háborúja által kitermelt számtalan ütközet-sokkból és egyéb traumás esetekből származó konverziós betegek is. A hisztéria akárcsak a hipnózis kutatása, mindig új lendületet kapott az újabb és újabb vizsgáló eljárások megjelenésével. Mindkét jelenségkört az 1950–1960-as években újra fel kellett fedezni a kutatás számára. A korai szakaszt mindkét területen a neurofiziológiai kutatások képviselték. A komoly áttörés azonban az 1990-es évek közepe-vége felé történt meg, amikor elterjedtté váltak a funkcionális agyi vizualizációs eljárások. Az új eredmények fényében újraelevenedett a hipnózis és konverziós betegség közt szoros kapcsolatot felfedező régi hagyomány.

## A betegség leírása
A szomatoform rendellenességek közé több mentális betegség tartozik. Jellemzőjük, hogy a beteg olyan testi betegségre utaló tüneteket észlel, amiknek valós háttere nincsen, illetve a saját megjelenésével kapcsolatban képzelt hiányosságokat tapasztal. Ezek a tünetek jelentős szorongást váltanak ki benne, vagy befolyásolják napi teendői elvégzésében.
A konverziós zavarban szenvedő páciens valóban betegnek tűnik. Az alapos orvosi vizsgálat azonban nem talál kapcsolatot a tünetek és valamilyen tényleges orvosi probléma között. A tünetek többnyire meg sem feleltethetők semmiféle ismert betegségnek vagy testi mechanizmusnak. Többnyire az határozza meg őket, hogy miként képzeli el—adott esetben teljesen tévesen—az egyén a saját testének működését és anatómiáját. Ez azonban nem jelenti, hogy a tüneteket tudatosan produkálja, illetve szándékosan csal. A tünetek létrehozása és irányultsága a konverziós zavarban szenvedőben nem tudatosul. Az ebben szenvedő betegek nem szimulálnak, őszintén úgy hiszik, hogy komoly fizikai problémájuk van.
A szomatoform rendellenesség viszonylag új keletű kifejezés, régebben pszichoszomatikus betegségnek nevezték a kórképet.
A leggyakoribb szomatoform rendellenességek közé a szomatizációs zavar, a konverziós zavar, a hipochondria, a testkép-zavar és a fájdalom-szindrómák tartoznak. A szomatoform rendellenességben szenvedő betegek egymástól nagyon különbözhetnek, az alkalmazott kezelés is a rendellenesség fajtájától függően változik.
A betegségre jellemző az aggódás és a tünetekkel való folytonos foglalkozás, valamint a páciens elutasító magatartása a pszichológiai ok-okozati összefüggések megbeszélése során. A konverziós zavar diagnózisa esetén egyértelmű kapcsolat van a tünetek kialakulása és valamely életesemény, pszichológiai tényezők, stresszorok között. A tünet/tünetek segítségével a beteg valamely számára kedvezőtlen élethelyzetből kimenekülhet, de a környezet fokozott odafordulását, törődését is kiváltja. Mindezek ellenére nem akaratlagos folyamatról van szó, a beteg nem szándékosan idézi elő a tüneteket!
A konverziós zavar tényleges megjelenési formái igen eltérőek lehetnek. Egyes esetekben neurológiai problémákat „utánoznak” a tünetek, mozgáskoordinációbeli, egyensúlyi problémákat, bénultságot vagy beszédképtelenséget. Egyesek úgy érzik, hogy végtagjaik teljesen legyengültek, nem tudnak nyelni, vagy folyamatosan gombóc van a torkukban. A konverzió néha izomrángás vagy remegés formáját ölti. Különösen drámai tünet, amikor a páciens nem képes járni vagy állva maradni. Más esetekben az érzékszervek működése károsul, például kettős látás, csőlátás, vakság, süketség, hallucinációk, a tapintási vagy a fájdalomérzet hiánya jelentkezhet.
A megmagyarázhatatlan fájdalom gyakran konverziós zavarra utal. Különösen gyakoriak a fejfájások, hol motorikus, érzékszervi vagy neurológiai tünetekkel társulva, hol egyszerűen önmagukban. A folytonos köhögést, tüsszögést és csuklást, továbbá a gyomorfájást és a gyakori hányást sokszor tulajdonítják konverziós zavarnak, noha e tünetek egy része a gyomor- és bélrendszeri működés fiziológiai sajátosságaiból is eredhetnek, nem tisztán a tudattalan kreációi. A konverziós tünetek mindig a neurológiai tüneteket másolják. A hisztérikus rohamok, amelyek epilepsziás rohamra hasonlíthatnak, szintén gyakori konverziós tünetek.
A motoros tünetek esetében klasszikus tünet a hisztériás járás- és állászavar. Vizsgálatkor a parézis, a bénulás nem felel meg a motoros beidegzésnek, az izomtónus hol feszes, hol petyhüdt. A mélyreflexek kiválthatók. A szenzoros tünetek hip-, ill. anesztéziás jellegűek (érzéscsökkenés, érzéskiesés). A végtagon kesztyű- és zokniszerű eloszlást követ nem a dermatómáknak megfelelőt. Az érzészavarok határa többnyire éles, szemben az idegkárosodások érzéskieséseivel. Az érzékszervek területén leggyakrabban a pszichogén vakság vagy a csőlátás fordul elő. Jellemző, hogy a beteg nem ütközik tárgyaknak, a pupillája fényre reagál. A neurofiziológiai vizsgálat ép viszonyokat jelez. Ritkább a pszichogén süketség. A súlyos testi tünetek ellenére jellemző, hogy a beteg viselkedésében a kétségbeesés, aggodalmaskodás, esetleges ijedtség a tünettől nem tükröződik. Ennek ellenére szorongásos és depressziós tünetek előfordulhatnak.
A zavar általában hirtelen kezdődik és az esetek többségében egy hónapnál rövidebb ideig tart. A krónikusan fennálló negatív életkörülmények, környezeti stresszorok a tünetek kiújulását, erősödését eredményezik. Ha tartósan megmaradnak a tünetek a kimenetel kedvezőtlen, a folyamat a rokkantság megállapításával zárulhat. Leggyakrabban fiatal felnőttkorban jelentkezik.
A konverziós zavar gyakoribbnak tűnik nők, mint férfiak esetében. Noha e zavar szinte minden személyiségtípusnál megjelenhet, a hisztrionikus és az antiszociális személyiségzavarban szenvedők között gyakoribb. A konverzió sokszor különféle pszichiátriai megbetegedésekhez társul, például szorongáshoz, depresszióhoz, pszichózishoz vagy disszociatív zavarhoz.
A konverziós tüneteket néha jól meghatározható érzelmi okok váltják ki: valaki például új közösségbe kerül, családi konfliktusai vannak, feloldatlan gyásztól szenved, szexuálisan vagy fizikailag bántalmazták. Természeti katasztrófák vagy más félelmet keltő események nyomán is megjelenhetnek. A fizikai tünetek gyakran arra szolgálnak, hogy elvonják a figyelmet a tényleges problémáról, s ily módon csökkentsék az ember szorongását. Beszélhetünk másodlagos nyereségről is a tünetek kapcsán: a beteg konkrét segítséghez juthat, vagy felmentést kaphat a benne szorongást keltő feladatok vagy felelősségek alól. Annak ellenére, hogy a beteg profitálni látszik a betegség látszatából, a tünetek nem feltétlenül tudatosak.
A betegség általában egy-két tünettel jellemezhető. Gyakran, de nem mindig, valamilyen szervi betegség nyomán vagy azzal egy időben jelenik meg—például kisebb sérülések vagy betegségek következtében.
Differenciáldiagnosztikai szempontból fontos az organikus folyamat kizárása. A mentális zavarok közül ki kell zárni a schizophréniát, a szomatizációs zavart és egyéb szorongásos és depressziós állapotokat.
Ha bizonyos konverziós tünetek sokáig fennmaradnak, van bizonyos kockázata annak, hogy az egyén ténylegesen beteg lesz. Ha valakinek például konverziós paralízise van, izomsorvadás vagy csontritkulás indulhat el annak folytán, hogy nem használja az izmait. Ezen felül különféle diagnosztikai teszteket végeztet el magán, mindenféle gyógyszert vagy sebészi beavatkozást kipróbálhat, s ezek komoly mellékhatásokkal járhatnak és a jövőben problémákat okozhatnak.

## Kezelése
A bizalmas orvos-beteg kapcsolat rendkívül fontos. Mikor a doktor kivizsgálja az esetleges testi rendellenességeket, és biztosítja a beteget arról, hogy a tünetei nem utalnak komoly betegségre, a beteg általában jobban kezdi érezni magát, és tünetei is enyhülnek. Ha a tünetek megjelenését valamilyen súlyos pszichológiai megpróbáltatás előzte meg, a pszichoterápia alkalmazása különösen hatásos lehet.
A kezelés gyakran többféle pszichoterápiás eljárást is felölelhet: az egyéni, a családi és a viselkedéses csoportterápia együttes alkalmazása segíthet csökkenteni a tüneteket és feltárni az érzelmi konfliktusokat vagy a stressztényezőket. A kognitív terápia segíthet abban, hogy a beteg felismerje, hogyan működnek fizikai tünetei, és azonosítja a másodlagos nyereséget, amelyek velük társulnak. A terápia során többnyire a világgal való megbirkózás megfelelőbb módjait próbálja meg elsajátítani. A fizikai terápia és az előírt testedzés olyankor különösen hasznos, ha a tünetek korlátozzák a mozgásában, bénultságot vagy gyengeségérzést okoznak.
Ha valamiféle pszichiátriai megbetegedés, pszichózis, depresszió vagy szorongás húzódik meg a konverziós zavar mögött, vagy ilyen zavar létére is fény derül a vizsgálatok során, akkor a beteg megfelelő gyógyszeres kezelést is kap.